# 1849 au Bas-Canada
Cet article traite des événements survenus en 1849 au Canada-Est. 

## Événements

### Janvier
- 29 janvier : Louis-Hippolyte La Fontaine propose à l'Assemblée législative d'étudier les pertes matérielles subies par certaines personnes durant les rébellions de 1837 et 1838. Cette proposition est vivement dénoncée par les députés de l'opposition, qui reprochent au gouvernement de vouloir « payer les rebelles » d'hier et de bafouer les loyaux sujets qui les ont combattus. Les débats se déroulent dans une atmosphère très tendue, marquée par la violence, et doivent être ajournés à plusieurs reprises[1].

### Février
- 23 février : Louis-Hippolyte La Fontaine présente à l'Assemblée législative une série de sept résolutions, incluant un projet de loi visant à indemniser les pertes matérielles causées durant les rébellions. Le projet de loi autorise une dépense de 90 000 £[2]. Malgré les critiques des députés de l'opposition (dont Allan MacNab, John Prince, Bartholomew Gugy et John A. MacDonald) et de la presse anglophone (The Gazette, Courier, Herald, Transcript, Witness, Punch), toutes les résolutions sont adoptées par l'Assemblée. Un seul quotidien anglophone, le Pilot, appuie les résolutions du gouvernement. La presse francophone, de son côté, appuie unanimement ces mesures.

### Mars
- 9 mars : Après une série de débats houleux, le projet de loi de La Fontaine est adopté à 47 voix contre 18[3].
- 15 mars : Le Conseil législatif approuve le projet de loi d'indemnisation.

### Avril
- 25 avril : Le gouverneur Elgin se rend à l'hôtel du Parlement pour sanctionner le projet de loi d'indemnisation. À sa sortie, il fait face à une foule de mécontents, pour la plupart des commerçants et des loyalistes. Protestant contre la sanction de la loi, l'assemblée de ces mécontents tourne à l'émeute. Le gouverneur est agressé physiquement, tandis que des pierres sont lancées dans les fenêtres et que le feu est mis à l'hôtel du Parlement[4]. À la suite de cet incident, l'Assemblée législative se réunira en alternance à Québec et à Toronto.

### Mai
- 30 mai : Sanction de la loi retirant aux femmes le droit de vote[5].

### Juillet
- Début d'une épidémie de choléra à Québec.

### Septembre
- 14 septembre : Signature d'un manifeste annexionniste par une association de marchands anglophones et d'élus francophones de Montréal faisant la promotion de l'annexion du Canada par les États-Unis[6].